# 若阿金塔沃拉
若阿金塔沃拉是巴西巴拉那州的一个市镇。总面积289.173平方公里，总人口15841人，人口密度54.8人/平方公里。